# Стівен Лікок
Стівен Лікок (30 грудня 1869, Суенмор, Гемпшир, Велика Британія — 28 березня 1944, Торонто) — канадський науковець (економіст та географ) і письменник. Як прозаїк, відомий перш за все своїми гумористичними та науково-фантастичними творами короткої форми. Мав вчений ступінь доктора філософії.
1876 року у віці шести років переїхав з родиною в провінцію Онтаріо (Канада). Виховувався матір'ю, так як батько був алкоголіком і незабаром пішов з сім'ї. Відвідував приватну школу в Торонто, де був найкращим учнем. Був шкільним учителем, намагаючись заробити гроші на життя і навчання. Закінчив коледж Верхньої Канади і Торонтський університет (1891), отримав ступінь доктора економіки та політичних наук в університеті Чикаго (1903).
З 1901 року викладав в Макгільському університеті (Монреаль), в 1908—1936 очолював там же факультет економіки і політичних наук. Автор робіт з політичної економії, з історії Канади та Англії. Зокрема, ним створені історичний нарис «Монреаль: морський порт і місто» (Montreal: Seaport and City, 1942), монографія з політології «Наша Британська імперія» (Our British Empire, 1940), біографія Ч. Діккенса (1933), праці з економіки, географії, освіти і літературної критики.
Лікок широко відомий абсурдистськими, гумористичними та сатиричними творами. Перший письменницький досвід — студентська газета. Лікок писав короткі оповідання для підтримки свого фінансового стану, однак розповіді незабаром принесли йому багато більше того, чого він очікував. У період 1915 по 1925 роки він був одним з найпопулярніших англомовних письменників. Його талант часто порівнюють з Марком Твеном і Джеромом К. Джеромом.